# Leptura hovorei
Leptura hovorei är en skalbaggsart som beskrevs av Linsley och Chemsak 1976. Leptura hovorei ingår i släktet Leptura och familjen långhorningar. Inga underarter finns listade i Catalogue of Life.